# Volstead Act

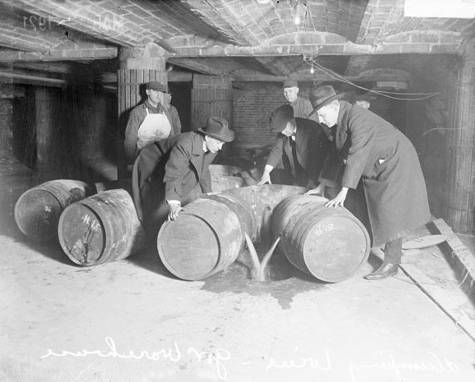
Agents fédéraux vidant des barils d'alcool à Chicago en 1921.

Le Volstead Act est un texte législatif en vigueur aux États-Unis de 1919 à 1933, renforçant la politique de prohibition imposée aux États-Unis par le XVIIIe amendement à la Constitution, ratifié le 16 janvier 1919 et appliqué dès le 16 janvier 1920.
Il est porté par le représentant du Minnesota, Andrew Volstead du parti républicain, alors président de la commission judiciaire de la chambre des représentants des États-Unis.

## Description
Le Volstead Act, établi le 28 octobre 1919, élargit l'interdiction de production, de distribution et de vente (elle concerne moins la consommation) d'alcool (de plus de 0,5°) aux restaurants et aux bars. Il est de ce fait considéré comme l'acte de naissance d'une période trouble, qui vit de véritables empires mafieux se constituer autour de la contrebande d'alcool. Ce texte chargé de moraliser la société américaine fut donc à l'origine de la réussite de gangsters tels que Al Capone, pour lesquels la prohibition fut une chance providentielle.
Le Volstead Act fut amendé le 17 février 1933 par le Blaine Act. Celui-ci permit notamment la vente de boissons peu alcoolisées, comme des bières légères. Le XXIe amendement à la Constitution ayant mis fin à la prohibition le 5 décembre 1933, le Volstead Act devint caduc.
L'abrogation du Volstead Act au cours de la mandature Roosevelt, la queue des commerçants new-yorkais  pour obtenir des licences légales de vente d'alcool et les festivités populaires et autres parades qui accompagnèrent cet événement sont dépeints de façon très vivante par Joseph Kessel (lui-même franc buveur et opposé au caractère outrageusement puritain et contre-productif de cette loi) dans un de ses célèbres articles sur la crise des années 1920 aux États-Unis et republiés ensuite en recueil sous le titre L'Amérique aux abîmes, dans la série Témoin parmi les hommes.

## Dans la culture populaire
Dans Tintin en Amérique, le troisième album des Aventures de Tintin, l'intrigue se situe dans le contexte de la prohibition : on y voit Tintin affronter les gangsters de Chicago (qui prospérèrent outrageusement grâce à la contrebande d'alcool français et canadien) et en particulier Al Capone, un des rares personnages réels à figurer dans les albums de Tintin. Une scène comique dépeint un shérif sirotant un whisky en écoutant la radio et qui apprend l'innocence de Tintin, sur le point d'être pendu. Il se décide à aller le sauver et, avant de partir, finit la bouteille. Avant d'avoir pu sauver Tintin, il finit par se raccrocher, ivre mort, à un écriteau, avant de s'écrouler au sol. Sur l'écriteau figurent les articles de la loi Volstead et les peines encourues par les contrevenants.